# 福雷地区莫尔南
福雷地区莫尔南（法語：Mornand-en-Forez，法語發音：[mɔʁnɑ̃ ɑ̃ fɔʁɛ]）是法国卢瓦尔省的一个市镇，属于蒙布里松区。

## 地理
福雷地区莫尔南（45°40'47"N, 4°7'30"E）面积21.6 平方千米，位于法国奥弗涅-罗讷-阿尔卑斯大区卢瓦尔省，该省份为法国中南部省份，北起顺时针与索恩-卢瓦尔省、罗讷省、伊泽尔省、阿尔代什省、上盧瓦爾省、多姆山省和阿列省接壤。
与福雷地区莫尔南接壤的市镇（或旧市镇、城区）包括：沙兰勒孔塔勒、尚贝翁、马尼厄欧特里沃、蒙凡尔登、蓬桑、圣保罗迪佐尔、萨维尼厄。

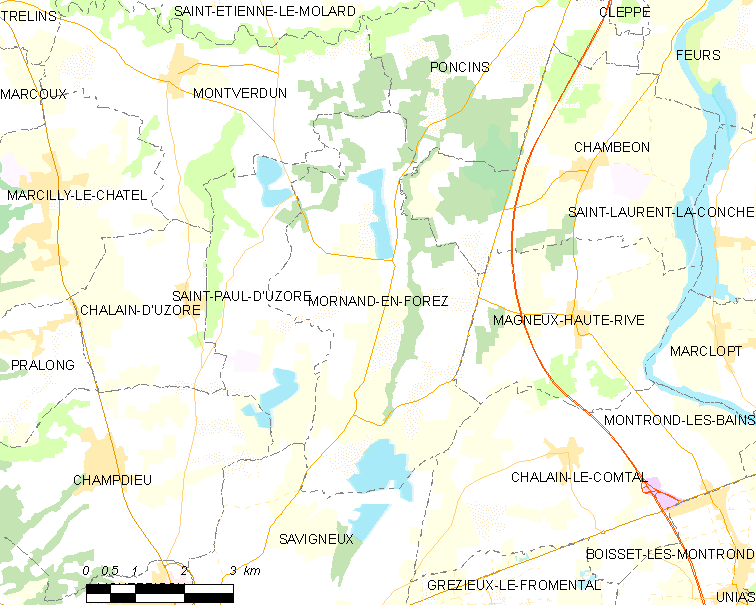
福雷地区莫尔南的OSM定位图

福雷地区莫尔南的时区为UTC+01:00、UTC+02:00（夏令时）。

## 行政
福雷地区莫尔南的邮政编码为42600，INSEE市镇编码为42151。

## 政治
福雷地区莫尔南所属的省级选区为蒙布里松县。

## 人口

1962-2008年间福雷地区莫尔南人口变化图示

福雷地区莫尔南于2022年1月1日时的人口数量为426人。